# Saint-Romain-sous-Versigny
Saint-Romain-sous-Versigny település Franciaországban, Saône-et-Loire megyében. Lakosainak száma 78 fő (2022. január 1.). Saint-Romain-sous-Versigny Toulon-sur-Arroux, Dompierre-sous-Sanvignes, Marly-sur-Arroux és Perrecy-les-Forges községekkel határos.

## Népesség
A település népessége az elmúlt években az alábbi módon változott:
| Lakosok száma | 94   | 89   | 88   | 85   | 86   | 85   | 83   | 80   | 78   |
|               | 2013 | 2015 | 2016 | 2017 | 2018 | 2019 | 2020 | 2021 | 2022 |